# Karl Würsch
Karl Würsch (* 15. November 1827 in Emmetten; † 2. Februar 1908 ebenda) war ein Schweizer Politiker. Von 1877 bis 1898 gehörte er als Vertreter der Konservativen dem Regierungsrat des Kantons Nidwalden an.

## Leben
Karl Würsch wurde als Sohn des Thadä(us) Würsch und der Josefa Würsch geboren. Er war Zivilstandsbeamter von Emmetten. Karl Würsch heiratete am 2. Juni 1873 in Emmetten Agatha Würsch. Aus dieser Ehe stammen vier Kinder (je zwei Söhne und Töchter). Bis auf seinen ältesten Sohn Karl starben alle Kinder im Jahr 1883. 
Im Jahr 1863 wurde Karl Würsch Mitglied des Gemeinderats, des Kirchenrats und des Schulrats von Emmetten. Das Amt des Kirchmeiers (Präsident des Kirchenrats) errang er 1868. Zudem wurde er Mitglied im Armenrat. Im Jahr 1874 wurde Karl Würsch Gemeindepräsident und neu Waisenvogt von Emmetten. Die Ämter als Gemeindepräsident und als Kirchmeier gab Würsch 1877 ab. Er blieb aber als einfaches Mitglied bis 1883 in beiden Behörden. 
Auf kantonaler Ebene begann Karl Würschs politische Laufbahn  ebenfalls 1863, als er als Ratsherr in den Landrat gewählt wurde. Er blieb bis zu seiner Wahl in den Regierungsrat Parlamentsmitglied. Bereits fünf Jahre später war er Wochenrat und somit bis 1877 Mitglied der Nidwaldner Regierung. Gleichzeitig wurde Würsch noch Mitglied der Anschlagskommission. Zwischen 1877 und 1898 war Würsch Mitglied des Regierungsrats. 1883 übernahm er zusätzlich das Amt als Mitglied der Güterschatzungskommission. Das Amt als Mitglied der Baukommission errang Würsch im Jahr 1890. 

## Quelle
- Neues Stammbuch. Band IX, Würsch I (Hattig), 37 (9), Seite 38.